# Chamissoa frondosa
Chamissoa frondosa är en amarantväxtart som beskrevs av Hashim. Chamissoa frondosa ingår i släktet Chamissoa och familjen amarantväxter. Inga underarter finns listade i Catalogue of Life.